# اوزینی
اوزینی (به لاتین: Ouzinii) یک منطقهٔ مسکونی در اتحاد قمر است که در آنژوان واقع شده‌است.

## خصوصیات
اوزینی  ۱٬۱۷۳ نفر جمعیت دارد.